# 三ツ沢公園
三ツ沢公園（みつざわこうえん）は、神奈川県横浜市神奈川区にある運動公園。公園内には、陸上競技場、補助陸上競技場、球技場、テニスコート、馬術練習場などが設置されている。

## 概要
横浜駅から北西2キロメートルほど、海抜40m前後の丘陵地にある。園内は遊歩道のある林として整備されている。とくに桜の木が多く、開花時期には多くの花見客で賑わう。
公園は神奈川県道13号横浜生田線（新横浜通り）によって北東側と南西側の2つのエリアに分かれ、三ツ沢公園前交差点にある歩道橋で結ばれている。北東側は豊顕寺市民の森（豊顕寺の裏山）につながっている。

## 歴史
- 1939年 - 神奈川県護国神社外苑が創建。
- 1942年-1943年 - 上記外苑が防空緑地整備事業として整備。
- 1945年5月29日 - 大空襲により護国神社が完成前に消失。
- 1949年10月 - 東側地区にバレーボールコートが整備され、第4回国民体育大会（東京国体）のバレーボール会場として使用される。同時に三ツ沢公園として開園。
- 1951年 - 陸上競技場が完成し、同年の日米対抗陸上競技大会に使用。
- 1955年 - 第10回国民体育大会（神奈川国体）のメイン会場となる。これに合わせて球技場が建設され、国体のラグビー会場として使用。
- 1964年 - 球技場が東京オリンピックのサッカー会場として使用。
- 2008年3月1日 - 日本発条が球技場の命名権（ネーミングライツ）を取得。「ニッパツ三ツ沢球技場」に名称が変更（2021年2月28日までの契約[4]）。
- 2017年 - 指定管理者として、横浜市緑の協会・体育協会グループ（横浜市緑の協会と横浜市体育協会のJV）が管理を委託される[2]。
- 2025年 - 新スタジアムの建設、既存スタジアムの活用、陸上競技場の移設などを含めた再整備基本構想案を横浜市が策定。今後の進捗状況を確認し、公園全体の再整備を計画化する[5]。

本項の出典：

## 施設

### 現存施設

#### 北東側
- 三ツ沢公園馬術練習場 - 横浜市唯一の馬術練習場。
- 戦没者慰霊塔 - 神奈川県護国神社（完成前に空襲で焼失）跡地。内苑跡を西南戦争から太平洋戦争までの神奈川県出身戦死者を慰霊するための戦没者慰霊塔として整備。
- テニスコート

#### 南西側
- 三ツ沢公園陸上競技場
- 三ツ沢公園補助競技場
- ニッパツ三ツ沢球技場
- テニスコート
- 横浜市三ツ沢公園青少年野外活動センター
- 神奈川県立スポーツ会館
- 横浜市平沼記念体育館

### 現存しない施設
- バレーボールコート - 第4回国民体育大会バレーボール競技で使用された。北東側にあったがテニスコートに転用。
- 軟式野球場 - 南西側にあったが横浜市立市民病院の再整備（移転）に伴い取り壊し[6]（旧市民病院の跡地に整備予定）

## 周辺
- 横浜市立市民病院 - 再整備に伴い、2020年に軟式野球場及び古河電工社宅跡地に移転。
- 豊顕寺および豊顕寺市民の森
- 神奈川県立横浜翠嵐高等学校
- 横浜国立大学
- 東洋製罐グループホールディングス綜合研究所
- 古河電気工業三ツ沢社宅 - 横浜市立市民病院の再整備（移転）に伴い取り壊し

## アクセス

### 鉄道
- 横浜市営地下鉄ブルーライン・三ツ沢上町駅より徒歩15分[1][2]。

### バス
- 横浜駅西口より
  - 3・6・32番乗り場より横浜市営バス、7~10番乗り場より相鉄バスで「三ツ沢総合グランド入口」下車、徒歩2分。
  - 6番乗り場より横浜市営バスで「市民病院」下車、徒歩2分。
- 東神奈川駅西口より
  - 6番乗り場より横浜市営バスで「市民病院」下車、徒歩2分。

## ギャラリー

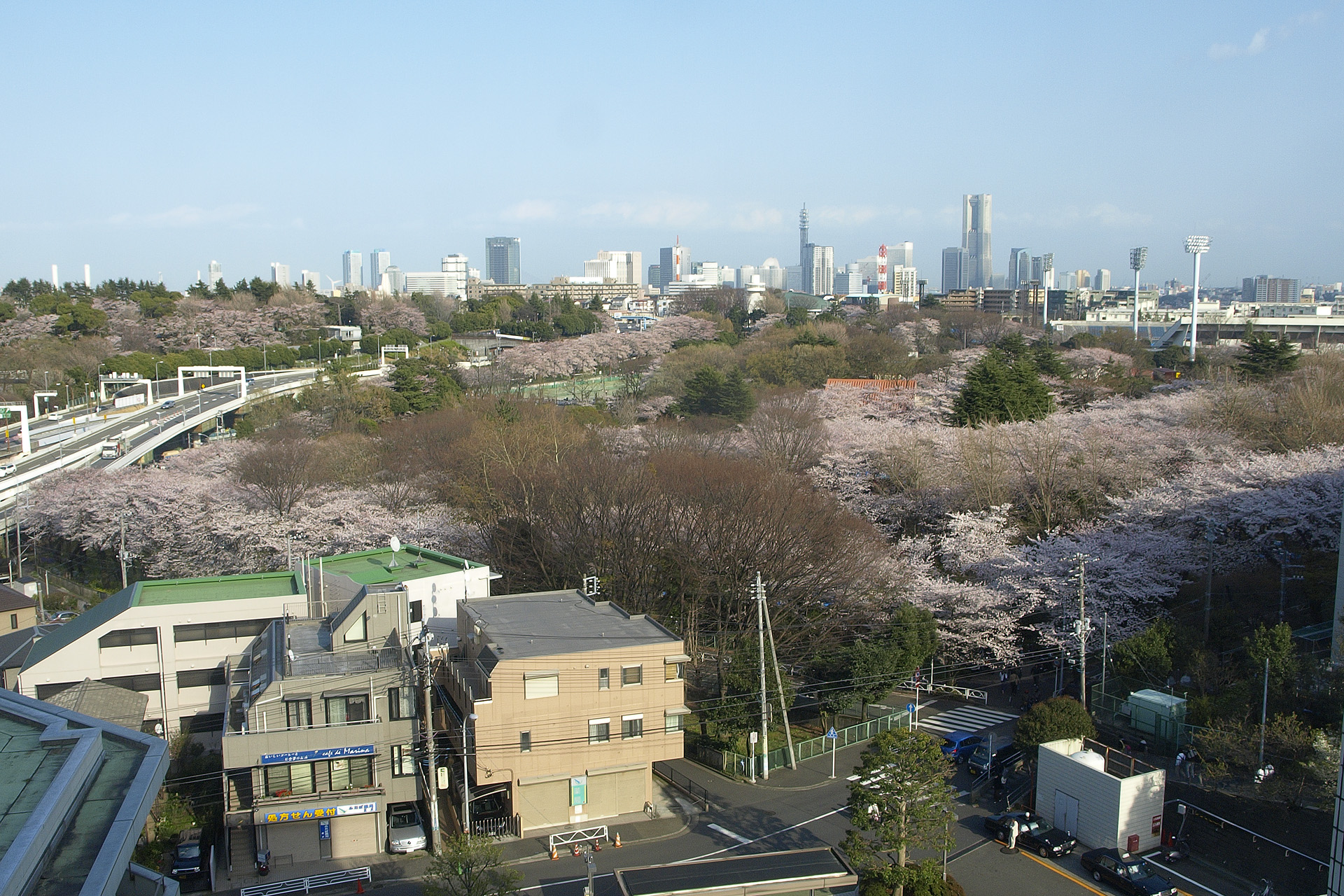
全景
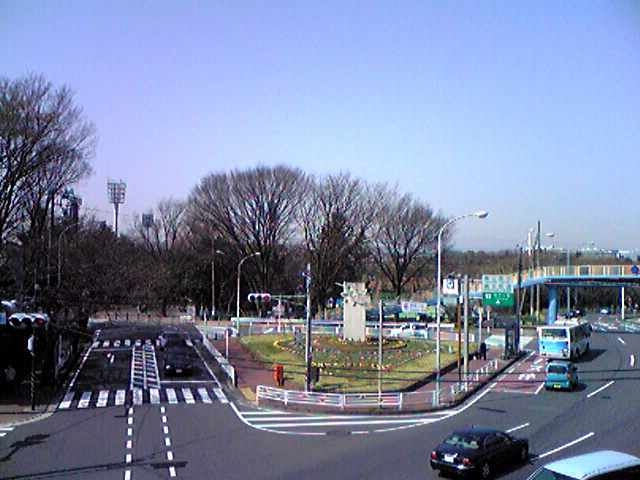
バス停付近の様子
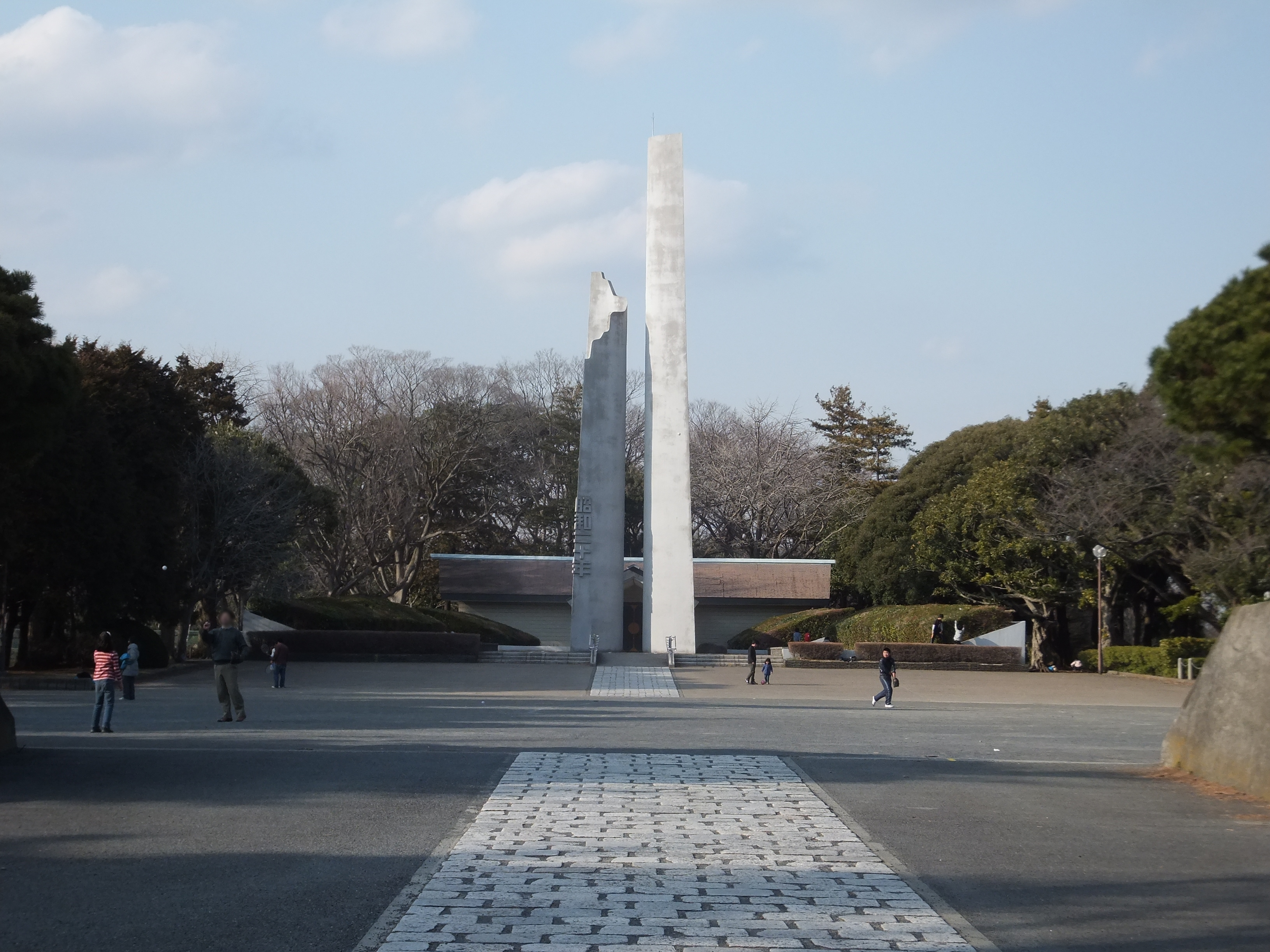
戦没者慰霊塔
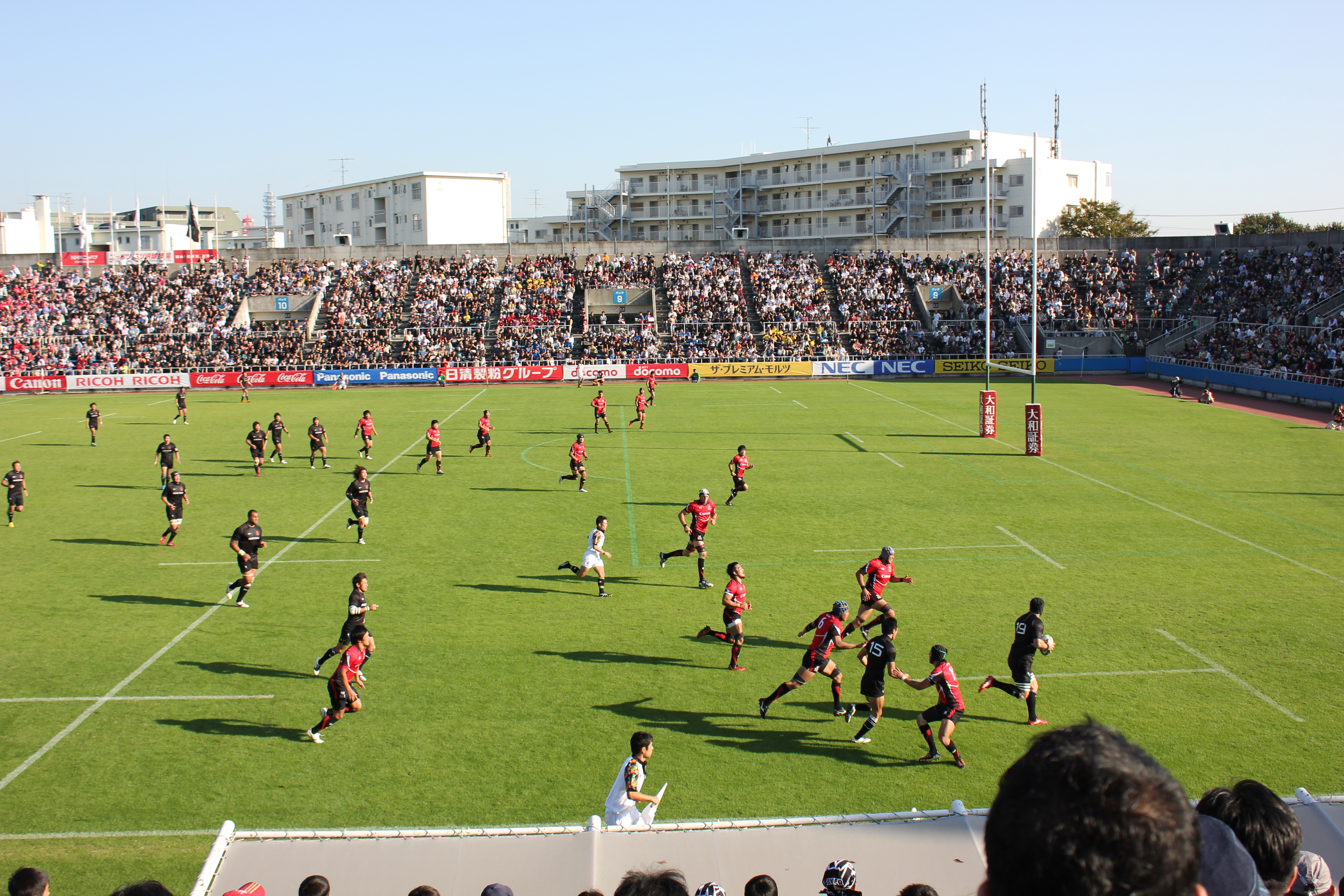
ニッパツ三ツ沢球技場
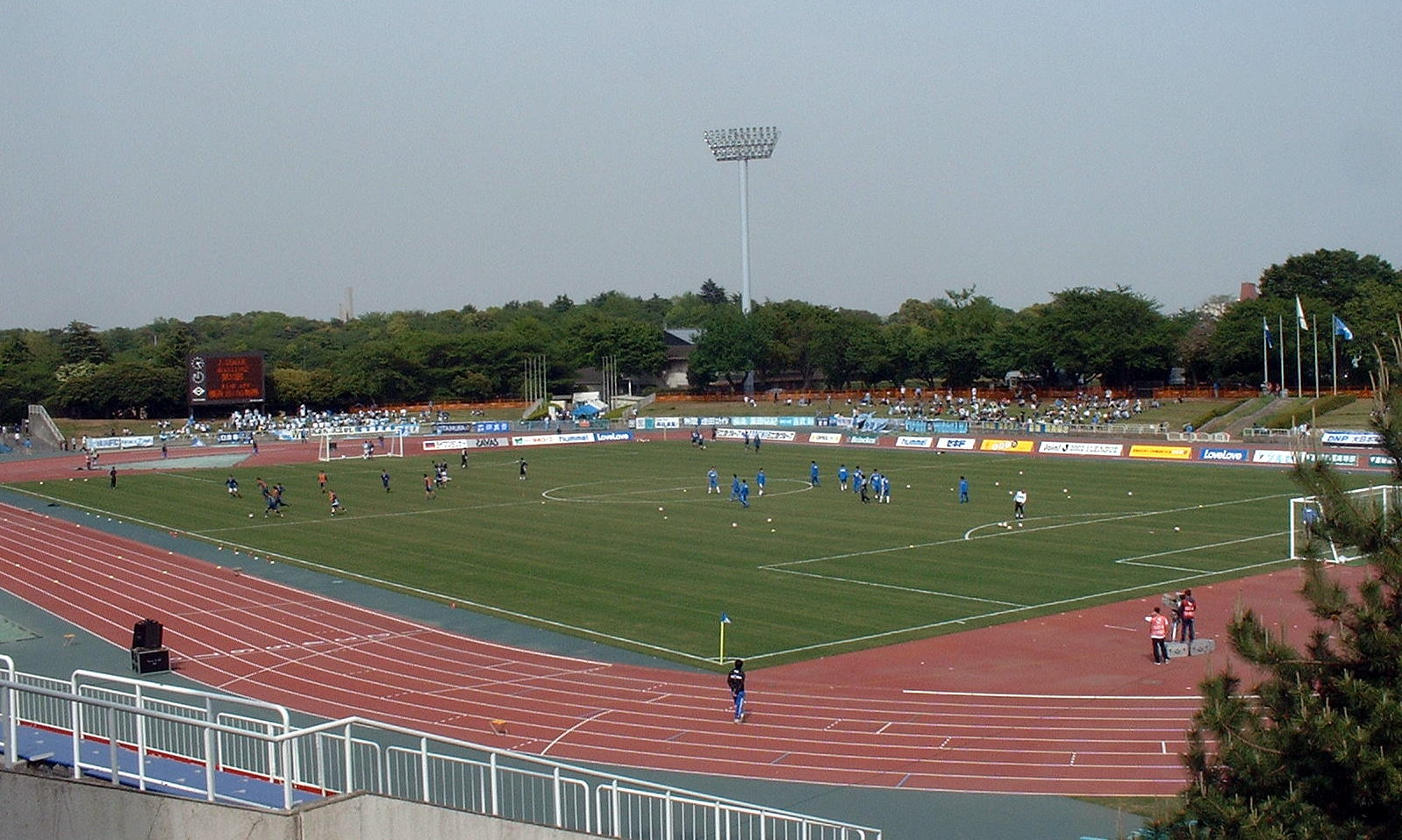
三ツ沢公園陸上競技場